# Највећи заједнички делилац
У математици, највећи заједнички делилац (НЗД) два цела броја различита од нуле је највећи позитиван цео број који дели оба броја без остатка.

## Преглед
Највећи заједнички делилац бројева a и b се означава као нзд(a,&nbsp;b), или некад једноставније као (a,&nbsp;b). На пример, нзд(12, 18) = 6, нзд(−4, 14) = 2 и нзд(5, 0) = 5. Два броја су узајамно проста ако им је највећи заједнички делилац једнак 1. На пример, 9 и 28 су узајамно прости.
Највећи заједнички делилац је користан за скраћивање разломака. На пример, нзд(42, 56)=14, стога,
{\displaystyle {42 \over 56}={3\cdot 14 \over 4\cdot 14}={3 \over 4}}

## Рачунање
Највећи заједнички делилац се начелно може израчунати разлагањем два броја на просте чиниоце, и упоређивањем чинилаца, као у следећем примеру: да бисмо нашли нзд(18, 84), налазимо просте чиниоце од 18 = 2·32 и 84 = 22·3·7 и примећујемо да је преклапање два израза 2·3; па је нзд(18, 84) = 6. У пракси, овај метод је изводљив само за јако мале бројеве; разлагање на просте чиниоце начелно може да буде врло компликовано.
Много ефикаснији метод је Еуклидов алгоритам, који користи алгоритам за дељење у комбинацији са чињеницом да нзд два броја такође дели и њихову разлику: поделимо 84 са 18 и добијемо количник 4 и остатак 12. Затим поделимо 18 са 12 и добијемо количник 1 и остатак 6. Затим поделимо 12 са 6 и добијемо остатак 0, што значи да је 6 нзд.
Ако a и b нису оба једнака нули, највећи заједнички делилац a и b се може израчунати коришћењем најмањег заједничког садржаоца (нзс) бројева a и b:
{\displaystyle \operatorname {nzd} (a,b)={\frac {a\cdot b}{\operatorname {nzs} (a,b)}}.}

## Својства
- Сваки заједнички делилац бројева a и b дели нзд(a, b).

- нзд, где a и b нису оба једнака нули се може дефинисати алтернативно и еквивалентно као најмањи позитиван цео број d, који се може записати у облику d&nbsp;=&nbsp;a·p&nbsp;+&nbsp;b·q где су p и q цели бројеви. Овај израз се назива Безуов идентитет. Бројеви p и q се могу добити коришћењем проширеног Еуклидовог алгоритма.

- нзд(, 0) = ||, за a ≠ 0, јер сваки број дели 0, а највећи делилац a је ||. Ово се обично користи као основни случај Еуклидовог алгоритма.

- Ако  дели производ b·c, и нзд(a, b)&nbsp;=&nbsp;d, онда a/d дели c.

- Ако је m било који цео број, онда нзд(m·a,&nbsp;m·b)&nbsp;=&nbsp;m·нзд(a,&nbsp;b) и нзд(a&nbsp;+&nbsp;m·b,&nbsp;b)&nbsp;=&nbsp;нзд(a,&nbsp;b). Ако је m различито од нуле, и заједнички је делилац бројева a и b, онда нзд(a/m,&nbsp;b/m)&nbsp;=&nbsp;нзд(a,&nbsp;b)/m.

- НЗД је мултипликативна функција у следећем смислу: ако су a1 и 2 узајамно прости, тада нзд(a1·2, ) = нзд·нзд.

- НЗД три броја се може рачунати као нзд(a,&nbsp;b,&nbsp;c) = нзд(нзд( = нзд(, нзд. Стога кажемо да је НЗД асоцијативна операција.

- нзд је у блиској вези са најмањим заједничким садржаоцем нзс(a,&nbsp;b): имамо

нзд·нзс.
Ова формула се често користи за рачунање најмањег заједничког садржаоца: прво се НЗД израчуна помоћу Еуклидовог алгоритма, а затим се производ два броја подели њиховим НЗД. Следеће верзије дистрибутивности важе:
нзд(, нзс(, )) = нзс(нзд(a, ), нзд(, ))
нзс(, нзд(, )) = нзд(нзс(a, ), нзс(, )).

## Вероватноће и очекивана вредност
Вероватноћа да два случајно изабрана цела броја {\displaystyle A} и {\displaystyle B} имају дати највећи заједнички делилац {\displaystyle d} је {\displaystyle 6 \over {\pi ^{2}d^{2}}}. Ово следи из карактеризације нзд(A, B) као целог броја {\displaystyle d} таквог да {\displaystyle d|A,B} и {\displaystyle A/d} и {\displaystyle B/d} су узајамно прости. Вероватноћа да два цела броја деле фактор {\displaystyle d} је {\displaystyle d^{-2}}. Вероватноћа да су два цела броја узајамно проста је {\displaystyle 1/\zeta (2)=6/\pi ^{2}}.
Коришћењем ових података, може се израчунати очекивана вредност функције НЗД. То је
{\displaystyle \mathrm {E} (\mathrm {nzd} )=\sum _{d=2}^{\infty }d{\frac {6}{\pi ^{2}d^{2}}}={\frac {6}{\pi ^{2}}}\sum _{d=2}^{\infty }{\frac {1}{d}}}
Задња сума је хармонијски ред, који дивергира. Стога очекивана вредност највећег заједничког делиоца два променљиве није добро дефинисана. Ово међутим није увек тачно. За највећи заједнички делилац променљивих {\displaystyle k\geq 3}, очекивана вредност је добро дефинисана, и једнака је
{\displaystyle \mathrm {E} (\mathrm {nzd} (X_{1},\cdots ,X_{k}))=\sum _{d=2}^{\infty }d^{1-k}\zeta (k)^{-1}={\frac {\zeta (k-1)}{\zeta (k)}}}.
За {\displaystyle k=3}, ово је приближно једнако 1,3684. За {\displaystyle k=4}, је приближно 1,1106.